# Erith
Erith è un quartiere di Londra nella zona sudorientale di Londra, distante 21,4 chilometri da Charing Cross. Sorge sulla riva meridionale del Tamigi. Storicamente appartenente al Kent, dal 1965 è soggetto dal punto di vista amministrativo al Borgo di Bexley. È una delle Città postali del Regno Unito.